# Луганская и Алчевская епархия
Луга́нская и Алче́вская епа́рхия — епархия Русской православной церкви (Украинской православной церкви (МП)), объединяет приходы и монастыри на территории города Луганска, а также Новоайдарского, Перевальского, Славяносербского, и Станично-Луганского районов Луганской области.

## История
Создана в 1944 году, когда в Ворошиловграде (ныне Луганск) была заложена Ворошиловградская викарная кафедра, на которую был поставлен епископ Никон (Петин). В 1948 году владыку перевели в Одессу. После этого Ворошиловградско-Донецкая епархия находилась в юрисдикции одесских архиереев. После архиепископа Никона её управляющими были в 1956—1965 годах митрополит Борис Вик и в 1965—1990 годах митрополит Сергий (Петров).
В феврале 1990 года на кафедру был поставлен епископ Иоанникий (Кобзев). В октябре 1991 года в связи с ростом количества приходов в Донбассе епархия была разделена на две отдельные церковные области. Образовавшаяся Луганская и Старобельская епархия осталась под духовной опекой митрополита Иоанникия.
В мае 2007 года по решению Священного Синода УПЦ (МП) епархия была разделена на две самостоятельные: Луганско-Алчевскую и Северодонецко-Старобельскую.

## Благочиннические округа
По состоянию на октябрь 2022 года:
- Александровский
- Алчевский
- Беловодский
- I Луганский
- II Луганский
- Луганский центральный
- Марковский
- Меловской
- Новоайдарский
- Станично-Луганский

## Монастыри
мужские
- Иоанно-Предтеченский. Наместник — архимандрит Варфоломей (Кузнецов)
- Вознесенский. Наместник — архимандрит Иоанн (Сухина)

женские
- Рождества Пресвятой Богородицы. Настоятельница — игумения Антония (Рыбинцева)
- Царственной страстотерпицы княгини Ольги. Старшая сестра — монахиня Ольга (Мащенко)
- община в честь Иверской иконы Божией Матери

## Учебные заведения
- Луганский богословский университет в честь Архистратига Михаила. Ректор — протоиерей Владимир Конончук
- Учебно-просветительский центр им. прп. Нестора Летописца. г. Алчевск.
- Студия развития для детей «Умничка». г. Алчевск

## Епископы
Ворошиловградское викариатство Днепропетровской епархии
- Никон (Петин) (21 мая — 26 июня 1944)

Луганская епархия
- Никон (Петин) (26 июня 1944 — 16 апреля 1956) в/у, сначала как еп. Донецкий, позднее — как аеп. Херсонский
- Борис (Вик) (25 апреля 1956 — 5 февраля 1965) в/у, митр. Херсонский
- Иоасаф (Лелюхин) (5 февраля — 25 мая 1965) в/у, митр. Киевский
- Сергий (Петров) (25 мая 1965 — 4 февраля 1990), в/у, митр. Одесский
- Иоанникий (Кобзев) (19 февраля 1990 — 6 октября 1991), в/у, еп. Донецкий
- Иоанникий (Кобзев) (6 октября 1991 — 20 июля 2012)
- Митрофан (Юрчук) (20 июля 2012 — 18 июня 2021)
- Пантелеимон (Поворознюк) (19 июня 2021 — 17 августа 2021) в/у, митр. Ровеньковский[2]
- Пантелеимон (Поворознюк) (с 17 августа 2021)[3]